# Page Personnel
Page Personnel é uma empresa de selecção e recrutamento especializado. É considerada uma das maiores de seu setor no mundo.
Actua desde 1994 em 23 países: Argentina, Austrália, Bélgica, Brasil, Canadá, Chile, França, Alemanha, Hong Kong, Itália, Luxemburgo, México, Países Baixos, Polónia, Portugal, Rússia, Singapura, Espanha, Suécia, Suíça, Emirados Árabes Unidos, Reino Unido, EUA.